# 18814 Івановський
18814 Івановський (18814 Ivanovsky) — астероїд головного поясу, відкритий 20 травня 1999 року.
Тіссеранів параметр щодо Юпітера — 3,597.